# 700호대 증기 기관차
700호대 증기 기관차는 대한민국에서 운행한 협궤 증기 기관차이다. 1927년 일본의 히타치 제작소에서 제작했다.